# La Motte (Var)
La Motte é uma comuna francesa na região administrativa da Provença-Alpes-Costa Azul, no departamento de Var. Estende-se por uma área de 28,12 km². 